# (2661) Bydžovský
(2661) Bydžovský est un astéroïde de la ceinture principale.

## Description
(2661) Bydžovský est un astéroïde de la ceinture principale. Il fut découvert le 23 mars 1982 à l'Observatoire Kleť par Zdeňka Vávrová. Il présente une orbite caractérisée par un demi-grand axe de 3,03 UA, une excentricité de 0,09 et une inclinaison de 9,9° par rapport à l'écliptique.

## Compléments